# Guarda (freguesia)
A Freguesia da Guarda, com sede na cidade que lhe deu o nome, é uma freguesia portuguesa do Município da Guarda com 37,66 km² de área e 26 441 habitantes (censo de 2021), tendo, por isso, uma densidade populacional de 702,1 hab./km².

## História

Antigas freguesias que deram origem à nova Freguesia da Guarda.

Foi criada aquando da reorganização administrativa de 2012/2013, resultando da agregação das antigas freguesias de São Vicente, Sé e São Miguel da Guarda.
Esta agregação acabou com uma das particularidades do Município da Guarda: o facto de até aí ter tido uma das poucas freguesias portuguesas territorialmente descontínuas (São Vicente).
A esta freguesia pertencem os lugares de: 
- Alfazeres
- Cabreira
- Carapito de São Salvador
- Galegos
- Quintazinha do Mouratão

## Demografia
A população registada nos censos foi:
| Ano  | 0-14 Anos | 15-24 Anos | 25-64 Anos | > 65 Anos |
| 2001 | 4540      | 3830       | 14547      | 2890      |
| 2011 | 4226      | 2918       | 15689      | 3732      |
| 2021 | 3405      | 3071       | 14975      | 4990      |

À data da junção das freguesias, a população registada no censo anterior foi:
| Freguesia atual | Freguesia atual | Freguesia atual | Freguesias antigas   | Freguesias antigas | Freguesias antigas |
| Freguesia       | População       | Área (km²)      | Freguesia            | População (2011)   | Área (km²)         |
| --------------- | --------------- | --------------- | -------------------- | ------------------ | ------------------ |
| Guarda          | 26 565          | 37,66           | São Vicente          | 11 679             | 11,81              |
| Guarda          | 26 565          | 37,66           | Sé                   | 6958               | 16,58              |
| Guarda          | 26 565          | 37,66           | São Miguel da Guarda | 7928               | 9,26               |

## Personalidades ilustres
- Duque da Guarda
- Conde da Guarda